# R.U.S.E.
R.U.S.E. là một trò chơi máy tính thuộc thể loại chiến lược thời gian thực lấy bối cảnh Thế chiến II do hãng Eugen Systems phát triển và Ubisoft phát hành trên các hệ máy Microsoft Windows, PlayStation 3 và Xbox 360 vào tháng 9 năm 2010. 
Vốn bắt nguồn cảm hứng từ loại hình sa bàn, vốn được dùng rộng rãi trong giáo dục và nhất là quân đội trong việc vạch kế hoạch tác chiến và chơi chiến trận giả. Game được phát hành cho hệ điều hành Macintosh vào ngày 15 tháng 11 năm 2011 thông qua Steam.

## Cốt truyện
R.U.S.E. là tựa game chiến thuật thời gian thực đặt bối cảnh chiến tranh thế giới lần thứ II. Câu truyện của game sẽ xoay quanh con đường thăng tiến của hai vị tướng hai phe, một là thiếu tá Joseph Sheridan của quân đội Mỹ, và bên kia là thiếu tướng Erich Von Richter của phe quân đội Đức Quốc xã. Phần chơi chiến dịch của R.U.S.E lấy mốc thời gian vào những năm 1940, đưa người chơi vào vai một viên[thiếu tá Mỹ mang tên Joe Sheridan, người giữ chức vụ sư đoàn trưởng sư đoàn thiết giáp số 1 vào năm 1941, tham gia vào những trận chiến khốc liệt trong 8 chiến trường chính của thế chiến thứ 2. Bởi vai trò của nhân vật Joe Sheridan là chỉ huy của một sư đoàn thiết giáp, nên các cuộc chiến trong phần chơi chiến dịch thường là những cuộc đấu tăng, với bộ binh và không quân yểm trợ, và thỉnh thoảng người chơi mới được sự hỗ trợ hỏa lực mạnh mẽ từ các chiến hạm đậu ngoài khơi. Một điều đáng tiếc là người chơi chỉ có thể điều động quân đội Đức Quốc xã trong phần chơi mạng, còn phần chơi đơn hoàn toàn là vai trò của Joe Sheridan và sư đoàn số 1 của mình.

## Cách chơi
Là một game dàn trận thời gian thực (RTS) lấy bối cảnh thế chiến thứ hai, mục đích của R.U.S.E. vẫn xoay quanh việc mua quân và tiêu diệt kẻ thù, thế nhưng R.U.S.E sẽ không có các"nông dân"chạy đi khai thác đá và gỗ làm nguyên liệu sản xuất, thay vào đó, tài nguyên của game đến từ những trạm tiếp liệu chiếm được của đối phương, tại các trạm này, máy sẽ tự khai thác và vận chuyển tài nguyên về căn cứ. Từ nguồn tài nguyên này, người chơi sẽ dùng để phát triển căn cứ, nâng cấp hoặc mua quân. Càng chiếm được nhiều trạm, số tiền người chơi được cộng càng tăng lên nhanh. Nhưng người chơi cần phải bảo vệ trạm tiếp liệu và đoàn xe vận tải mang hàng về căn cứ, vì đối phương có thể chiếm lại trạm tiếp liệu, hoặc là mai phục hàng đoàn xe của người chơi. Người chơi sẽ tìm kiếm tài nguyên trên khắp bản đồ để xây dựng đạo quân của mình. Tuy nhiên lượng tài nguyên này là có hạn vì thế việc sử dụng sao cho hợp lý là rất quan trọng nếu không muốn trở thành kẻ thua cuộc. Người chơi không cần phải lo việc sửa chữa khí cụ của mình, bởi vì chúng sẽ tự động hồi phục lại theo thời gian. Phần chơi chiến dịch đưa người chơi qua những chiến trường khắp châu Âu cho đến Bắc Mỹ, Tunisia, Ý và vịnh Normandy.
Vì là tựa game chiến thuật quân sự, nên chất quân đội sẽ có ảnh hưởng rất lớn tới lối chơi của game. Mỗi loại quân đều có lợi thế với loại quân này, nhưng lại yếu thế với loại quân khác, đúng kiểu búa-kéo-bao. Đơn vị lính bộ binh sẽ rất sợ xe tăng, nhưng xe tăng lại sợ pháo chống tăng, và pháo chống tăng không đủ linh động để chống lại bộ binh tấn công. Người chơi cũng phải dựa vào địa hình để phá vỡ luật búa-kéo-bao. Bằng việc cho bộ binh mai phục bất ngờ trong thành phố hay rừng cây, họ có thể tiêu diệt thành công cả hung thần Tiger Tank. Điều làm game khác biệt với những game dàn trận khác chính là hệ thống các lá bài chiến thuật Ruse (mưu mẹo) của game. Trong mọi cuộc chiến tranh, đánh lừa địch thủ luôn là điều quan trọng nhất, và các lá bài Ruse cung cấp cho người chơi những chiến thuật để lừa gạt kẻ thù hoặc xuyên phá những trò lừa gạt đó. Được chia thành ba nhóm chính là Reveal (phát hiện), Hide (ngụy trang) và Fake (giả tạo), các lá bài Ruse mang lại cho game một chiều sâu chiến thuật mới khi các bên không chỉ đọ sức với nhau bằng sức mạnh quân sự mà còn bằng mưu trí của người cầm quân.
Chiến trường của game sẽ được chia thành nhiều khu vực (sector), tất cả các ứng dụng Ruse đều sẽ dựa trên những khu vực này. Radio Silence khiến kẻ thù không thể phát hiện các đơn vị quân của người chơi trong khu vực, Decryption (giải mã) cho người chơi biết trước một bước các hành động của kẻ thù, Camouflage Net (lưới ngụy trang) che giấu tất cả các công trình, Decoy Offensive (tấn công giả) ngụy tạo ra một đội quân tấn công căn cứ địch... tất cả đều nhằm mục đích khiến đối thủ không thể biết được mục đích thực sự của người chơi. Những mưu kế rất đa dạng, như đưa hình nộm ra làm mồi nhử để kẻ địch tập trung tấn công, xây dựng căn cứ giả... Kéo tầm nhìn xuống thấp hơn là cấp độ quản lý tài nguyên, kinh tế trong game. Người chơi có thể khai thác mỏ vàng để kiếm tiền, vàng chỉ có thể vận chuyển quanh bản đồ bằng mạng lưới đường bộ. Không như công trình xây dựng trong game, những con đường này không bị phá hủy nhưng người chơi có thể chặn chúng lại để giảm tốc độ phát triển của đối phương. Cấp độ cuối cùng thuộc về những trận chiến khốc liệt. Game sẽ đưa ra một số thông tin cho cả hai bên và số còn lại thì không. Người chơi sẽ có thông tin về kế hoạch của đối phương, cũng như số lượng, vị trí của những đơn vị quân, tuy nhiên người chơi không thể biết những đơn vị này là thật hay giả nếu không sử dụng lính trinh sát.
Trưởng phòng sản xuất Mathieu Girard đưa ra 3 khái niệm cơ bản mà nhóm làm game sử dụng, đó là không gian (dimension), mưu kế (deception) và năng lực (depth). Không gian của game phụ thuộc vào engine Iriszoom, nó cho phép người chơi quan sát chiến trường trên 3 cấp độ. Cấp độ thứ nhất gọi là R.U.S.E, đưa ra cái nhìn toàn cảnh và mang tính chiến thuật của toàn bộ chiến trường. Sử dụng bằng việc kéo góc nhìn ra xa nhất, lúc này những hình ảnh 3D sẽ chuyển sang trạng thái 2D. Hiệu ứng hình ảnh mang lại tạo cảm giác như tham gia một trận chiến thực sự, giống như đang ra lệnh từ bộ tổng tham mưu vậy. Và từ góc nhìn này người chơi có thể đưa ra sách lược cho trận đánh.
R.U.S.E. thể hiện các trận chiến trên những bản đồ rộng hàng cây số vuông thay vì là những mảnh đất bé tẹo trong các game dàn trận khác. Nhằm mục đích tạo nên sự đa dạng cho các trận chiến nên các màn chơi sẽ không bao giờ chỉ gồm một kiểu địa hình duy nhất, mà là sự kết hợp của nhiều kiểu môi trường như thành thị, đồng trống, rừng cây... Mỗi bên tham chiến sẽ tự do sử dụng các đội quân và các lá bài chiến thuật của mình chỉ nhằm một mục đích duy nhất là nghiền nát kẻ thù. Tận dụng tối đa các lá bài Ruse và tung quân vào chiến trường đúng lúc sẽ là chìa khóa để đạt được mục đích. Một vài đơn vị quân gồm có máy bay ném bom B-17, xe tăng, bộ binh, phi cơ, pháo binh và hải quân. Tất cả đều dựa trên những đơn vị có ngoài đời thật. Ngoài ra, người chơi còn phải quan tâm đến yếu tố tinh thần của quân đội, bởi nếu chịu thiệt hại nặng và tinh thần suy giảm đến mức thấp nhất, các đơn vị quân sẽ rút chạy và mất khả năng chiến đấu cho đến khi hồi phục. Người chơi có thể sử dụng lá bài"Fanaticism"để các đơn vị của mình chiến đấu đến cùng, nhưng điều này đồng nghĩa với một tổn thất nặng nề bởi quân của người chơi không thể rút về để hồi phục.
Game cũng hỗ trợ chế độ đa người chơi với 4 người mỗi bên. Sử dụng engine IRISZOOM và cơ chế phóng to/thu nhỏ bản đồ cùng tên, game mang lại một cơ chế đồ họa hết sức linh hoạt giúp những nhà cầm quân có thể bao quát chiến trường. Khi kéo tầm nhìn ra xa, các đơn vị quân biến mất và thay vào đó là những"quân cờ"đại diện cho từng loại quân và sức mạnh của chúng, cho phép người chơi tham chiến trong vai trò chiến lược gia, còn ở tầm gần, người chơi sẽ trực tiếp điều khiển các đơn vị quân như một viên chỉ huy chiến trường thực tụ. Một tính năng tiên tiến khác của game là hỗ trợ việc điều khiển cảm ứng Multitouch, tuy không nhiều người chơi có dịp thử nghiệm tính năng này.
Khía cạnh cuối cùng là năng lực của người chơi, nghĩa là tập trung vào việc đưa ra những quyết định trong chiến thuật hơn là việc bấm chuột và bàn phím"điên cuồng". Có 6 phe tham chiến: Mỹ, Anh, Ý, Pháp, Đức Quốc xã và Liên Xô, mỗi bên lại có những ưu nhược điểm khác nhau. Liên Xô có nguồn binh lính rẻ và những khẩu pháo siêu hạng, Mỹ lợi thế bởi những chiếc máy bay thả bom, Pháp có thể xây dựng những phòng tuyến cực kỳ vững chắc và Đức nổi tiếng với những cỗ xe tăng càn lướt.